# A Christmas Duel
A Christmas Duel è un singolo collaborativo del gruppo musicale svedese The Hives e della cantante statunitense Cyndi Lauper, pubblicato nel 2008.

## Tracce
- Download digitale

1. A Christmas Duel – 4:48